# 圭尼吉塔

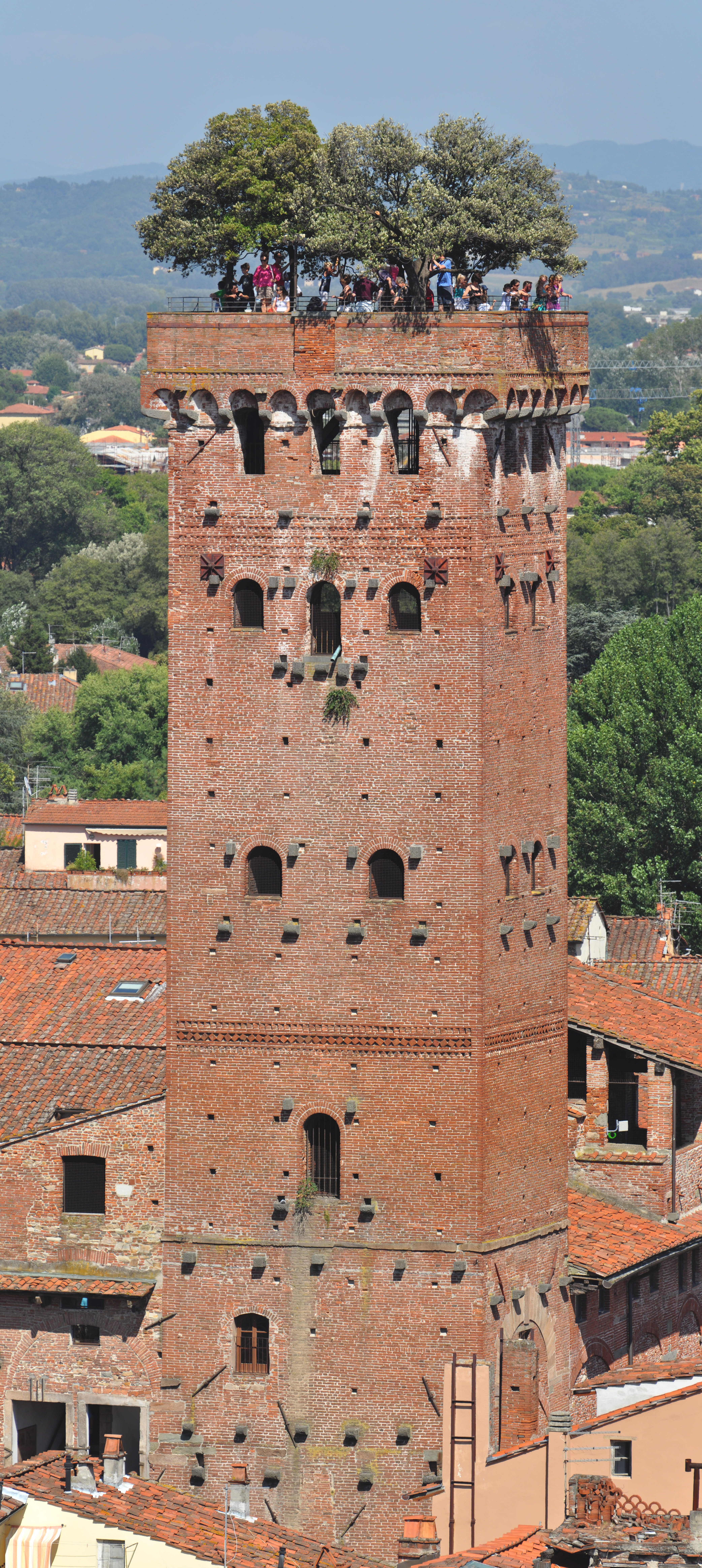
圭尼吉塔

圭尼吉塔（Torre Guinigi）是意大利卢卡最重要的一座塔楼，位于圣安德烈亚街（via Sant'Andrea）45号。
圭尼吉塔作为卢卡少数裡留下来的塔楼之一，是卢卡最具代表性的古迹之一。其主要特征是在其顶部的几株冬青栎。在14世纪初，卢卡城内有大量的塔和尖塔。
根据圭尼吉家族最后的后裔的意愿，位于圣安德烈亚街的圭尼吉塔和圭尼吉塔交给卢卡市。

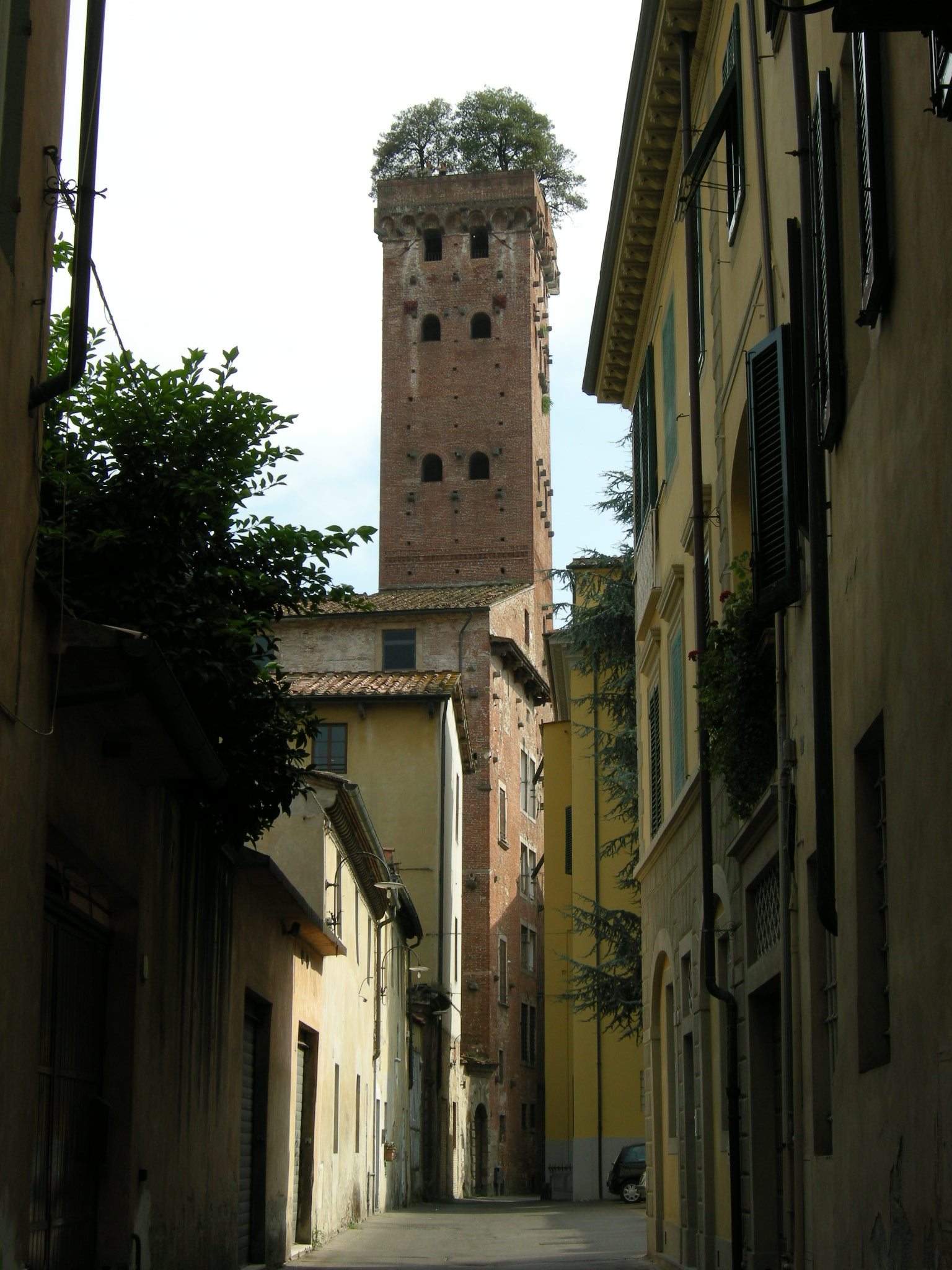
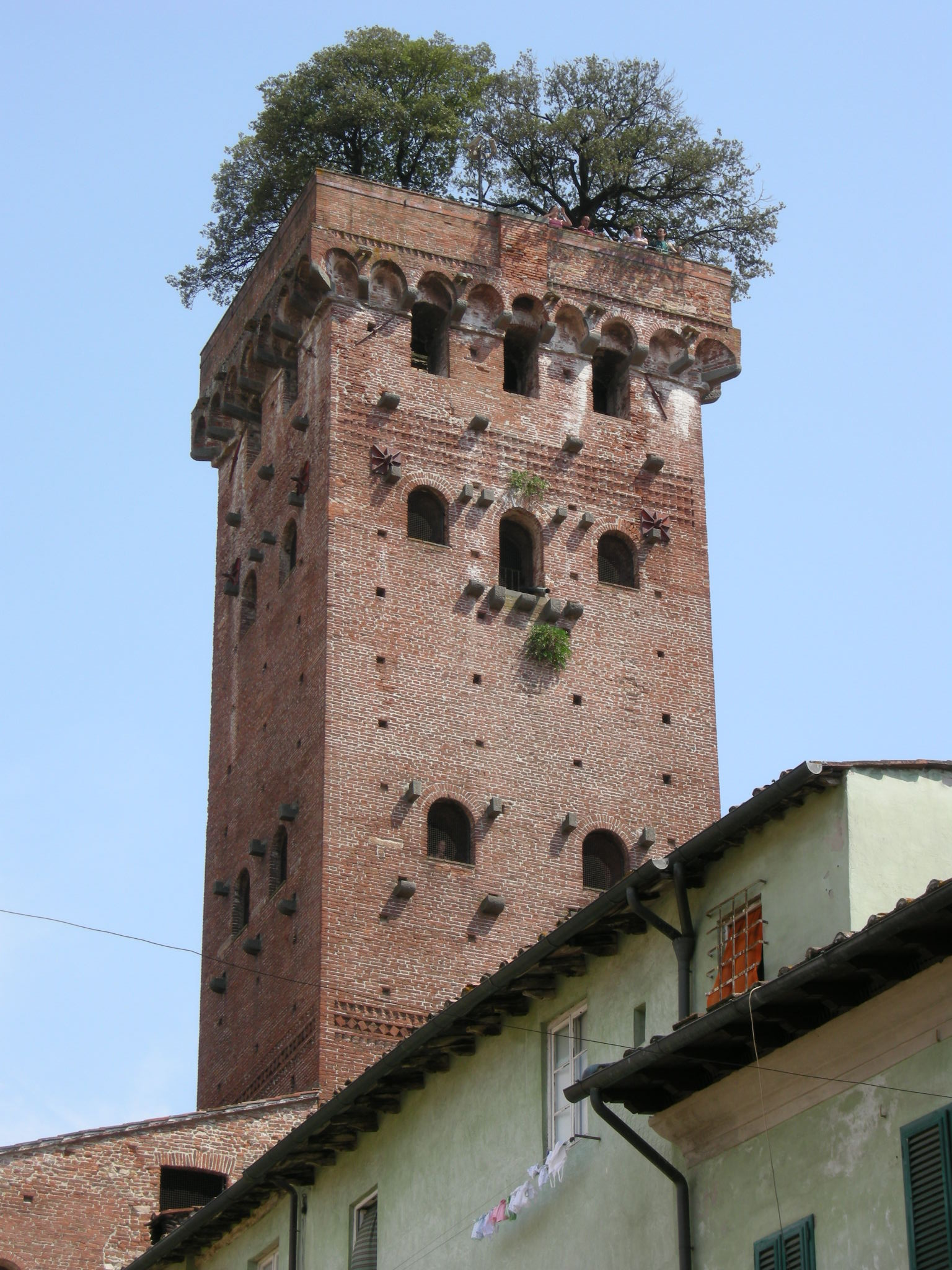
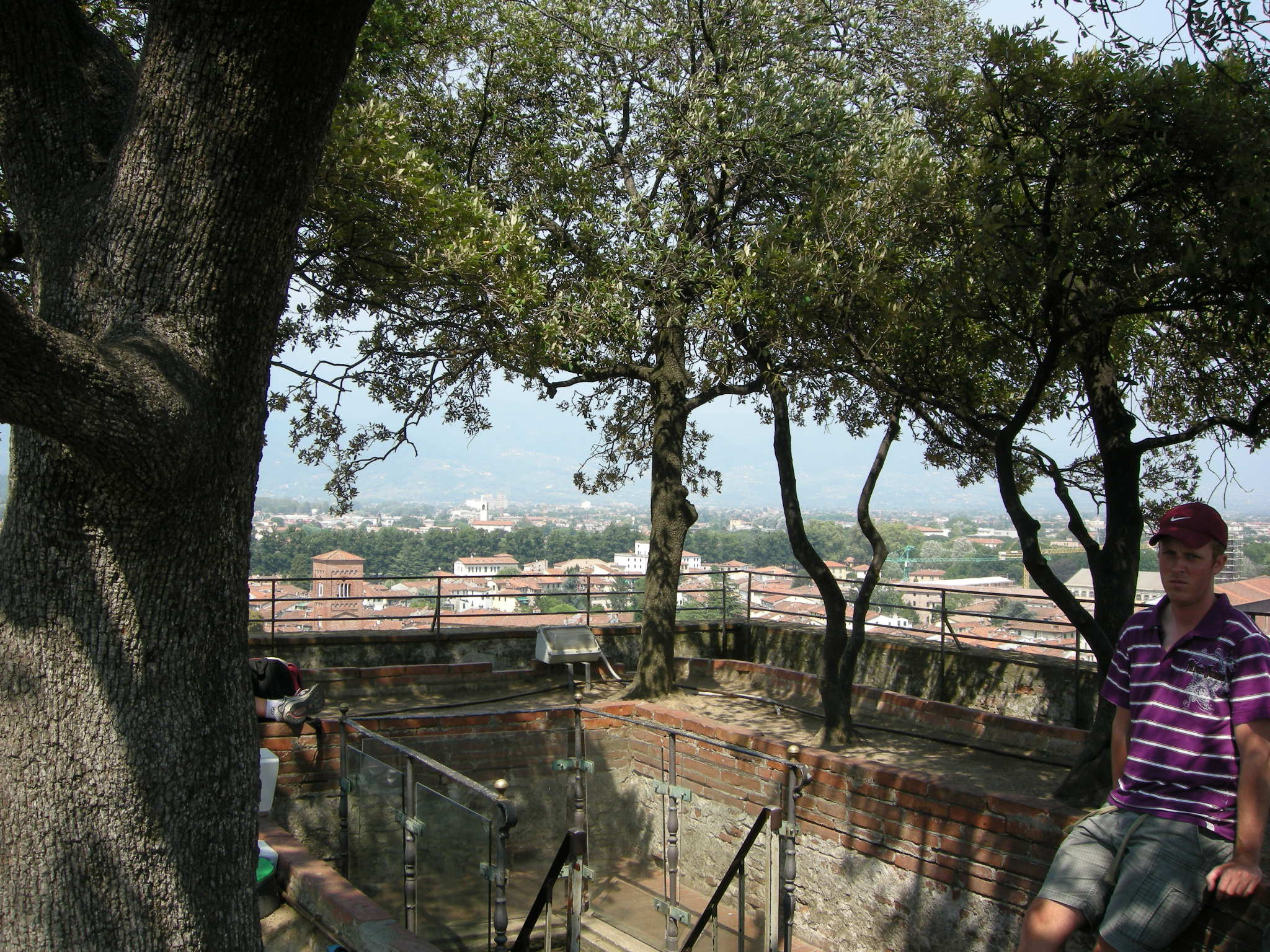
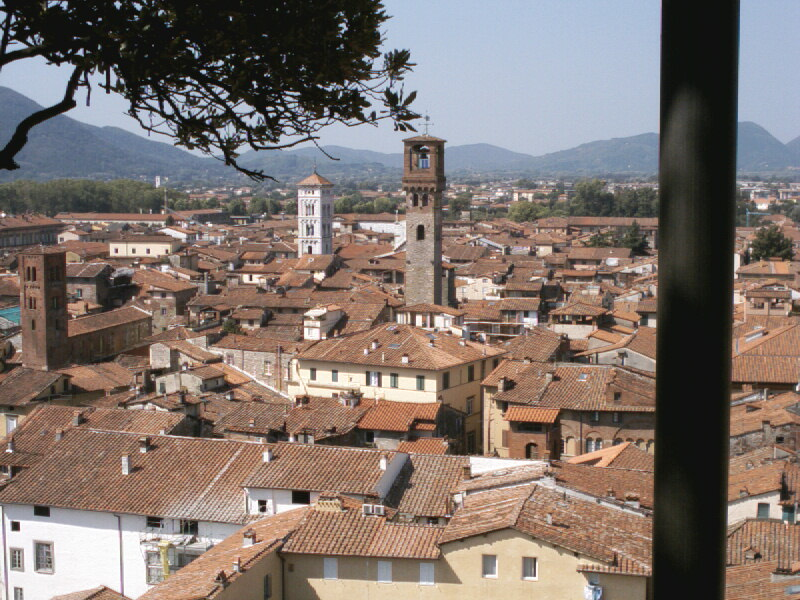

43°50′37.07″N 10°30′25.43″E / 43.8436306°N 10.5070639°E